# Мухаметкулов, Сабирьян Мухаметзакирович
Сабирьян Мухаметзакирович Мухаметкулов, Сабирьян‑сэсэн; 1890, Абдулмамбетово, Орский уезд, Оренбургская губерния — 15 октября 1934) — башкирский поэт, сэсэн-импровизатор.

## Биография
Родился в семье крестьянина, знатока башкирского фольклора. В 1900—1911 годах учился в медресе деревни Равилово и Стерлитамаке. Был знатоком башкирского фольклора, непревзойденным исполнителем народного танца и кураистом; перенял от своего отца Мухаметзакира и других башкирских сэсэнов большое количество кубаиров, эпосов, песен и другие. Хорошо знал восточную литературу, произведения башкирских и тюркских писателей. Автор кубаиров («Уралға» - «Уралу» и др.), стихотворений философского («Түңгәккә» - «Пню» и др.), дидактического («Балаға» - «Ребенку» и др.), сатиристического и юмористического («Стрельба һөҙөмтәһе» - «Результат стрельбы») и другого содержания. До нас дошла лишь небольшая часть его наследия. Участвовал в Первой мировой войне. После войны работал школьным учителем, в 1930-е годы служил в Бурзянском районном земельном отделе. В 1934 году был осуждён и отправлен в лагерь, где и погиб.Реабилитирован в 1989 году. 
Сохранилось небольшое число стихотворений Мухаметкулова, они известны благодаря устной передаче жителями Бурзянского района и тетради, найденной в 1979 году в деревне Абдульмамбетово. 
Записал кипчакскую версию эпоса «Кусяк-бий».